# Тополово (област Хасково)
 За другото българско село с име Тополово вижте Тополово (област Пловдив).  
Тополово е село в Южна България, област Хасково, община Маджарово. Селото се намира непосредствено до Защитена местност „Черната скала“ и река Арда.